# Linea Mine
La linea Mine (美祢線?, Mine-sen) è una ferrovia di interesse locale di circa 46 km a scartamento ridotto che unisce la città di Sanyō-Onoda, nella prefettura di Yamaguchi con quella di Nagato, passando per Mine, tutte nella medesima prefettura, in Giappone. La linea è gestita dalla West Japan Railway Company (JR West) ed è a binario singolo non elettrificato. Vengono effettuati anche servizi merci.

## Stazioni
Tutte le stazioni si trovano nella prefettura di Yamaguchi.
| Stazione              | Giapponese | Distanza | Collegamenti                            | Posizione   |
| --------------------- | ---------- | -------- | --------------------------------------- | ----------- |
| Asa                   | 厚狭       | 0.0      | Sanyō Shinkansen Linea principale Sanyō | Sanyō-Onoda |
| Semaforo di Kimanoshō | 鴨ノ庄信号 | (2.0)    |                                         | Sanyō-Onoda |
| Yunotō                | 湯ノ峠     | 4.2      |                                         | Sanyō-Onoda |
| Atsu                  | 厚保       | 10.2     |                                         | Mine        |
| Shirōgahara           | 四郎ヶ原   | 13.2     |                                         | Mine        |
| Minami-Ōmine          | 南大嶺     | 16.9     |                                         | Mine        |
| Mine                  | 美祢       | 19.4     |                                         | Mine        |
| Shigeyasu             | 重安       | 22.3     |                                         | Mine        |
| Ofuku                 | 於福       | 27.2     |                                         | Mine        |
| Shibuki               | 渋木       | 37.1     |                                         | Nagato      |
| Nagatoyumoto          | 長門湯本   | 41.0     |                                         | Nagato      |
| Itamochi              | 板持       | 43.3     |                                         | Nagato      |
| Nagatoshi             | 長門市     | 46.0     | Linea principale San'in                 | Nagato      |

## Materiale rotabile
- Automotrice diesel KiHa120